# Признак сравнения
Признак сравнения — утверждение об одновременности расходимости или сходимости двух рядов, основанный на сравнении членов этих рядов.

## Формулировка
Пусть даны два знакоположительных ряда:
{\displaystyle \sum _{n=1}^{\infty }a_{n}} и {\displaystyle \sum _{n=1}^{\infty }b_{n}}.
Тогда, если, начиная с некоторого места {\displaystyle N} ({\displaystyle N<n}), выполняется неравенство:
{\displaystyle 0\leqslant a_{n}\leqslant b_{n}},
то из сходимости ряда {\displaystyle \sum _{n=1}^{\infty }b_{n}} следует сходимость {\displaystyle \sum _{n=1}^{\infty }a_{n}}.
Или же, если ряд {\displaystyle \sum _{n=1}^{\infty }a_{n}} расходится, то расходится и {\displaystyle \sum _{n=1}^{\infty }b_{n}}.

## Доказательство
Обозначим {\displaystyle \sigma _{n}} частные суммы ряда {\displaystyle \sum b_{k}}. Из неравенств {\displaystyle (*)} следует, что {\displaystyle 0\leqslant s_{n}\leqslant \sigma _{n},\forall n.} Поэтому из ограниченности {\displaystyle (\sigma _{n})} вытекает ограниченность {\displaystyle (s_{n}),} а из неограниченности {\displaystyle (s_{n})} следует неограниченность {\displaystyle (\sigma _{n}).} Справедливость признака вытекает из критерия сходимости для {\displaystyle \sum b_{k}.}

## Признак сравнения отношений
Также признак сравнения можно сформулировать в более удобной форме — в виде отношений.

### Формулировка
Если для членов строго положительных рядов {\displaystyle \sum _{n=1}^{\infty }a_{n}} и {\displaystyle \sum _{n=1}^{\infty }b_{n}}, начиная с некоторого места ({\displaystyle n>N}), выполняется неравенство:
{\displaystyle {\frac {a_{n+1}}{a_{n}}}\leqslant {\frac {b_{n+1}}{b_{n}}}},
то из сходимости ряда {\displaystyle \sum _{n=1}^{\infty }b_{n}} следует сходимость {\displaystyle \sum _{n=1}^{\infty }a_{n}}, а из расходимости {\displaystyle \sum _{n=1}^{\infty }a_{n}} следует расходимость {\displaystyle \sum _{n=1}^{\infty }b_{n}}.

### Доказательство
Перемножая неравенства, составленные для {\displaystyle k=1,2,...,n-1}, получаем
{\displaystyle {\frac {a_{n}}{a_{1}}}\leqslant {\frac {b_{n}}{b_{1}}},} или {\displaystyle a_{n}\leqslant {\frac {a_{1}}{b_{1}}}\,b_{n},\forall n.}
Дальше достаточно применить признак сравнения для положительных рядов {\displaystyle \sum a_{k}} и {\displaystyle \sum {\frac {a_{1}}{b_{1}}}\,b_{k}} (и учесть, что постоянный множитель не влияет на сходимость).

## Предельный признак сравнения
Поскольку достоверно установить справедливость этого неравенства при любых n — довольно сложная задача, то на практике признак сравнения обычно используется в предельной форме.

### Формулировка
Если {\displaystyle \sum _{n=1}^{\infty }a_{n}} и {\displaystyle \sum _{n=1}^{\infty }b_{n}} есть строго положительные ряды и
{\displaystyle \lim _{n\to \infty }{\frac {a_{n}}{b_{n}}}=c},
то при {\displaystyle 0\leqslant c<\infty } из сходимости {\displaystyle \sum _{n=1}^{\infty }b_{n}} следует сходимость {\displaystyle \sum _{n=1}^{\infty }a_{n}}, а при {\displaystyle 0<c\leqslant \infty } из расходимости {\displaystyle \sum _{n=1}^{\infty }b_{n}} следует расходимость {\displaystyle \sum _{n=1}^{\infty }a_{n}}.

### Доказательство
Из {\displaystyle \lim _{n\to \infty }{\frac {a_{n}}{b_{n}}}=c} мы знаем, что для любого {\displaystyle \varepsilon >0} существует {\displaystyle n_{0}} такое, что для всех {\displaystyle n\geq n_{0}} мы имеем {\displaystyle \left|{\frac {a_{n}}{b_{n}}}-c\right|<\varepsilon }, или, что то же самое:
{\displaystyle -\varepsilon <{\frac {a_{n}}{b_{n}}}-c<\varepsilon }
{\displaystyle c-\varepsilon <{\frac {a_{n}}{b_{n}}}<c+\varepsilon }
{\displaystyle (c-\varepsilon )b_{n}<a_{n}<(c+\varepsilon )b_{n}}
Так как {\displaystyle c>0}, мы можем взять {\displaystyle \varepsilon } достаточно малым, чтобы {\displaystyle c-\varepsilon } было положительным. Но тогда {\displaystyle b_{n}<{\frac {1}{c-\varepsilon }}a_{n}},  и по вышеописанному признаку сравнения если {\displaystyle \sum _{n}a_{n}} сходится, то сходится и {\displaystyle \sum _{n}b_{n}}.
Точно так же {\displaystyle a_{n}<(c+\varepsilon )b_{n}}, и тогда, если  {\displaystyle \sum _{n}b_{n}} сходится, то сходится и {\displaystyle \sum _{n}a_{n}}.
Таким образом либо оба ряда сходятся, либо они оба расходятся.